# Lliga eslovena d'handbol masculina
La Lliga eslovena d'handbol és la lliga nacional d'Eslovènia, la qual es disputa des de la temporada 1991/92 quan Eslovènia s'independitzà de l'antiga Iugoslàvia. Fins aleshores els equips eslovens disputaven la Lliga iugoslava, la qual tan sols aconseguí guanyar-la el RD Slovan.
La lliga eslovena ha estat guanyada en totes les seves edicions excepte dues fins al dia d'avui pel RK Celje Pivovarna Lasko.

## Historial
- 1992: RK Celje Pivovarna Lasko
- 1993: RK Celje Pivovarna Lasko
- 1994: RK Celje Pivovarna Lasko
- 1995: RK Celje Pivovarna Lasko
- 1996: RK Celje Pivovarna Lasko
- 1997: RK Celje Pivovarna Lasko
- 1998: RK Celje Pivovarna Lasko
- 1999: RK Celje Pivovarna Lasko
- 2000: RK Celje Pivovarna Lasko
- 2001: RK Celje Pivovarna Lasko
- 2002: RD Prule 67
- 2003: RK Celje Pivovarna Lasko
- 2004: RK Celje Pivovarna Lasko
- 2005: RK Celje Pivovarna Lasko
- 2006: RK Celje Pivovarna Lasko
- 2007: RK Celje Pivovarna Lasko
- 2008: RK Celje Pivovarna Lasko
- 2009: RK Gorenje
- 2010: RK Celje Pivovarna Lasko